# Đorđe Milić
Đorđe Milić (in serbo Ђopђe Mилић?; Belgrado, 27 ottobre 1943) è un allenatore di calcio ed ex calciatore serbo, di ruolo attaccante.

## Carriera

### Club
Durante la sua carriera veste le maglie di Vojvodina (vincendo il titolo del 1966), Stella Rossa, Utrecht, Adanaspor e Beşiktaş, dove vince la Coppa di Turchia 1975.

### Nazionale
Debutta con la Jugoslavia il 17 giugno 1964 in un'amichevole contro la Romania persa 1-2: esce al 75' al posto di Vladimir Lukarić, sul punteggio di 1-1.

### Allenatore
In seguito intraprende la carriera di manager. A Istanbul, sponda Beşiktaş, vince il campionato turco del 1982. Quindi allena anche Bursaspor e Adanaspor, senza cogliere altri successi fino al 1991, anno del suo addio al calcio.

## Palmarès

### Giocatore
- Campionato jugoslavo: 1

Vojvodina: 1965-1966
- Coppa di Turchia: 1

Beşiktaş: 1974-1975

### Allenatore
- Campionato turco: 1

Beşiktaş: 1981-1982